# Димитър Кемалов
Димитър Георгиев Кемалов е български политик, деец на Българския земеделски народен съюз.

## Биография
Димитър Кемалов е роден на 17 януари 1898 година в драмското село Калапот, което тогава е в Османската империя, в семейството на дееца на Вътрешната македоно-одринска революционна организация Георги Кемалов. Баща му умира в 1908 година. Завършва прогимназия в Драма и продължава да учи в Цариградската българска духовна семинария със стипендия, издействана от Тодор Паница и Георги Кильов.
След избухването на Балканската война се връща в Калапот. След като Калапот попада в Гърция след Междусъюзническата война в 1913 година, семейството му се установява в Неврокоп. В 1919 година Кемалов завършва Софийската духовна семинария. Като отличник на випуска произнася тържествено слово пред гостите, след които е и Александър Стамболийски, който го кани в БЗНС. В същата година Кемалов става член на партията и е основател на неврокопската дружба на организацията. В 1920 година е окръжен организатор в Петрички окръг. В 1921 година е сред организаторите на Младежкия земеделски съюз и става член на управителния му съвет. В същата година е сред учредителите на Тютюнопроизводителна кооперация „Македонски тютюни“ в Неврокоп. На следната 1922 година е избран за член на Постоянното присъствие на БЗНС. Делегат е на различни конгреси на земеделски организации в Прага, Париж и на други места.
През 1923 година Димитър Кемалов става секретар на министър-председателя Александър Стамболийски, като от 15 март 1923 година е директор на Трудовата поземлена собственост. На 1 юни е назначен за секретар на легацията в Париж.
След Деветоюнския преврат на 9 юни 1923 година Димитър Кемалов е отвлечен от дома му на улица „Екзарх Йосиф“ № 6 в София и след няколко дни е открит заклан край Захарна фабрика.